# Movimiento social

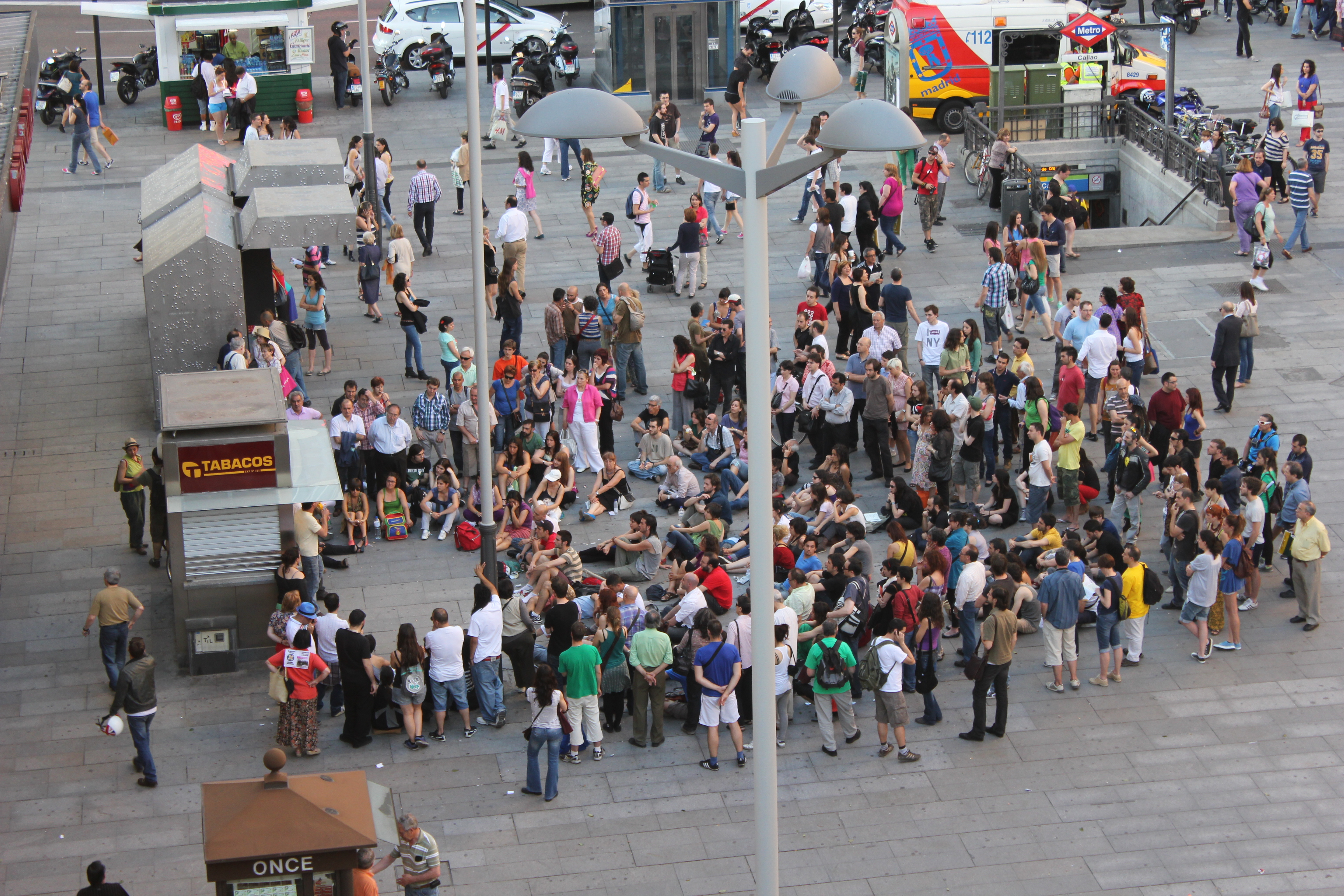
Asamblea Indignados en 2012

Un movimiento social es un grupo no formal de individuos u organizaciones que tiene como finalidad el cambio social. Durante el siglo XIX, el concepto de movimiento social estaba ligado a un tipo de cambio social particular (revolucionario) y a un fin específico, así como a una identidad en concreto (identidad de clase) y a un grupo social particular (la clase obrera). A lo largo del siglo XX, el término comenzó a utilizarse para englobar movimientos que se sitúan en diferentes contextos, en esferas tan distintas como la cultural, social, política, económica o personal, y cuya composición incluye a clases, sectores o colectivos como obreros, campesinos, mujeres, estudiantes, vecinos y grupos étnicos.

## Definición
En su idea más general, movimiento social es definido como «una forma de acción colectiva no efímera, en la cual un grupo más o menos organizado recurre a acciones extra institucionales a fin de promover o impedir ciertos cambios». Los politólogos Cas Mudde y Cristóbal Rovira Kaltwasser definen los movimientos sociales como «redes informales (o "redes de redes") que se caracterizan por un compromiso continuo de individuos y grupos políticos que tiene un claro adversario y buscan promover la acción colectiva en la persecución de un objetivo común». Estos mismos autores advierten que los movimientos sociales no deben confundirse con las protestas esporádicas —«cuando las protestas... perduran en el tiempo, estamos ante un movimiento social»—, los partidos políticos y los grupos de presión. Estos dos últimos, a diferencia de los movimientos sociales, «suelen tener una organización formal y participan regularmente en el proceso de adopción de decisiones».
Los politólogos de la Universidad del País Vasco Pedro Ibarra, Francisco Letamendía e Igor Ahedo han propuesto la siguiente definición (también recurriendo al concepto de «red»):

Red de interacciones informales entre individuos, grupos y/o organizaciones que, en sostenida y habitualmente conflictiva interacción con autoridades políticas, elites y oponentes —y compartiendo una identidad colectiva en origen diferenciada pero con tendencia a confundirse con identidades convencionales del "mundo exterior"—, demandan públicamente cambios (sólo en potencia permanentemente antisistémicos) en el ejercicio o redistribución del poder en favor de intereses cuyos titulares son indeterminados e indeterminables colectivos o categorías sociales.

Ibarra, Letamendía y Ahedo coinciden con Mudde y Rovira Kaltwasser en que lo que diferencia a los movimientos sociales de los partidos políticos y de los grupos de interés o grupos de presión es que no pretenden ejercer el poder político (como los partidos) o influir en la toma de decisiones (como los grupos de interés o de presión) sino que «exigen que sus demandas sean favorablemente respondidas por ese poder político», que se introduzcan «determinados cambios en la sociedad».
Según Charles Tilly y Lesley J. Wood, el concepto de movimiento social es resultado de la síntesis innovadora de tres elementos:
1. Campañas: esfuerzo público por trasladar a las autoridades pertinentes las exigencias colectivas.
2. Repertorios: creaciones de coaliciones y asociaciones con un fin específico, reuniones públicas, manifestaciones, declaraciones a y en los medios públicos, propaganda.
3. Manifestaciones WUNC: Valor (en inglés Worthiness), conducta sobria, atuendo cuidado; Unidad, insignias idénticas, pancartas; Número, recuento de asistentes, firma de peticiones; y Compromiso, desafiar al mal tiempo, participación visible.

Características
Algunas características comunes a todos los movimientos sociales son las siguientes:
- Se tratan de redes de interacción entre individuos, grupos y organizaciones.
- Poseen una identidad compartida, un sentido de pertenencia que los aglutina.
- Se organizan a partir de una problemática o un conflicto común que los afecta.
- Desarrollan estrategias de acción colectiva para lograr cambio en el orden social.
- Sus integrantes mantienen vínculos estables que perduran en el tiempo.

## Historia
Los politólogos Ibarra, Letamendía y Ahedo ha propuesto la siguiente periodización de los movimiento sociales contemporáneos (señalando los movimientos predominantes):
1. Siglo XIX y primera mitad del XX. Movimientos nacionalistas, movimiento obrero y movimiento sufragista.
2. Décadas de 1960 y 1970: Nuevos movimientos sociales (Movimiento por los derechos civiles en Estados Unidos, movimiento feminista, movimiento ecologista, movimiento pacifista, movimiento indígena, movimiento LGTB).
3. Década de 1980: Novísimos movimientos sociales (movimiento okupa, movimiento antirracista).
4. Década de 1990: Movimiento antiglobalización.
5. Siglo XXI: Movimientos glocales (15-M, Occupy Wall Street, Me Too).

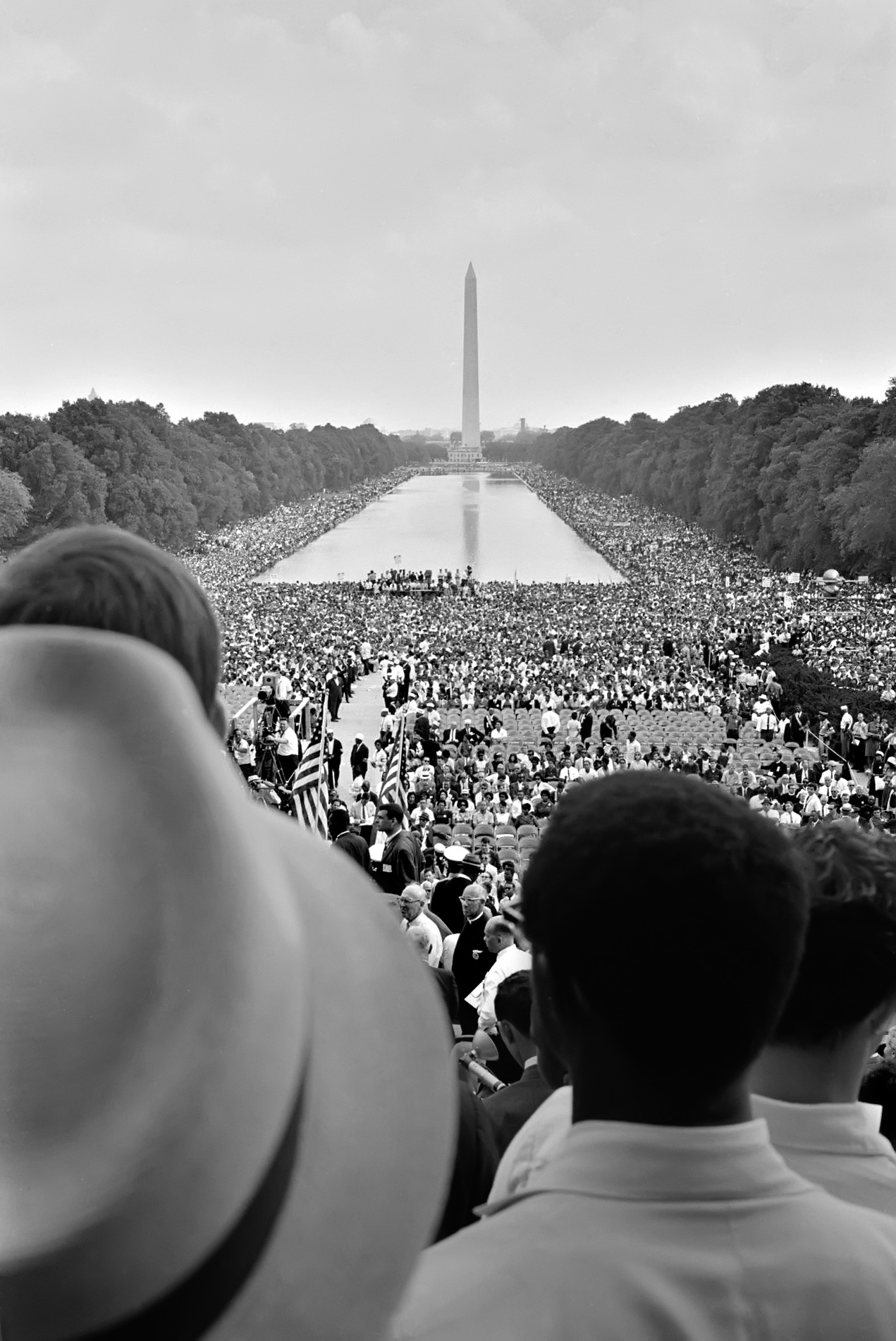
Marcha sobre Washington por el trabajo y la libertad, donde Martin Luther King pronunció su famoso discurso "Yo tengo un sueño (I have a dream)".

El término «movimiento social» fue introducido por el sociólogo Lorenz von Stein en 1846 (Historia de los Movimientos Sociales Franceses desde 1789 hasta el Presente). Stein entiende un movimiento social básicamente como una aspiración de sectores sociales (clases) para lograr alguna influencia sobre el Estado, debido a las desigualdades económicas. Así por ejemplo, la aspiración del proletariado a lograr representación en los sistemas de gobierno. El concepto de «movimiento social» revivió en Alemania hacia los años 1970 con la formación de los grupos de acción cívica (Bürgerinitiativen).
Su labor se basa en presionar al poder político mediante reivindicaciones concretas o en crear alternativas. Estas alternativas o  reivindicaciones se convierten en su principal identidad, sin tener que llegar a plasmar un ideario completo. De acuerdo con Hangan, existen cinco tipos de relaciones entre los movimientos sociales y los partidos políticos: articulación, permeabilidad, alianza, independencia y transformación. Las dos primeras limitan seriamente la autonomía del movimiento; las dos últimas son menos restrictivas.
Es una forma instantánea y continuada de insertarse en el ámbito político, con inicialmente poco esfuerzo organizativo, sin pertenecer a él, pero sí con fuerza de cambio político, como la restauración de la democracia perdida en regímenes autoritarios. Su análisis incluye su objetivo, el tipo de clientela y es interesante el desarrollo de su proceso organizativo. El impacto en la sociedad es desde meramente presencial, como una fuerza de choque perturbadora, o hasta resultar muy definitorio, como grupos de interés y presión hacia el poder instituido. Deben cuidar su progreso organizativo para ser eficaces y continuar perseverando y merecerse el honor de coartífices de eventos democráticos en las instituciones u otros más modestos, como la información de los ciudadanos.

## Organización y acción colectiva

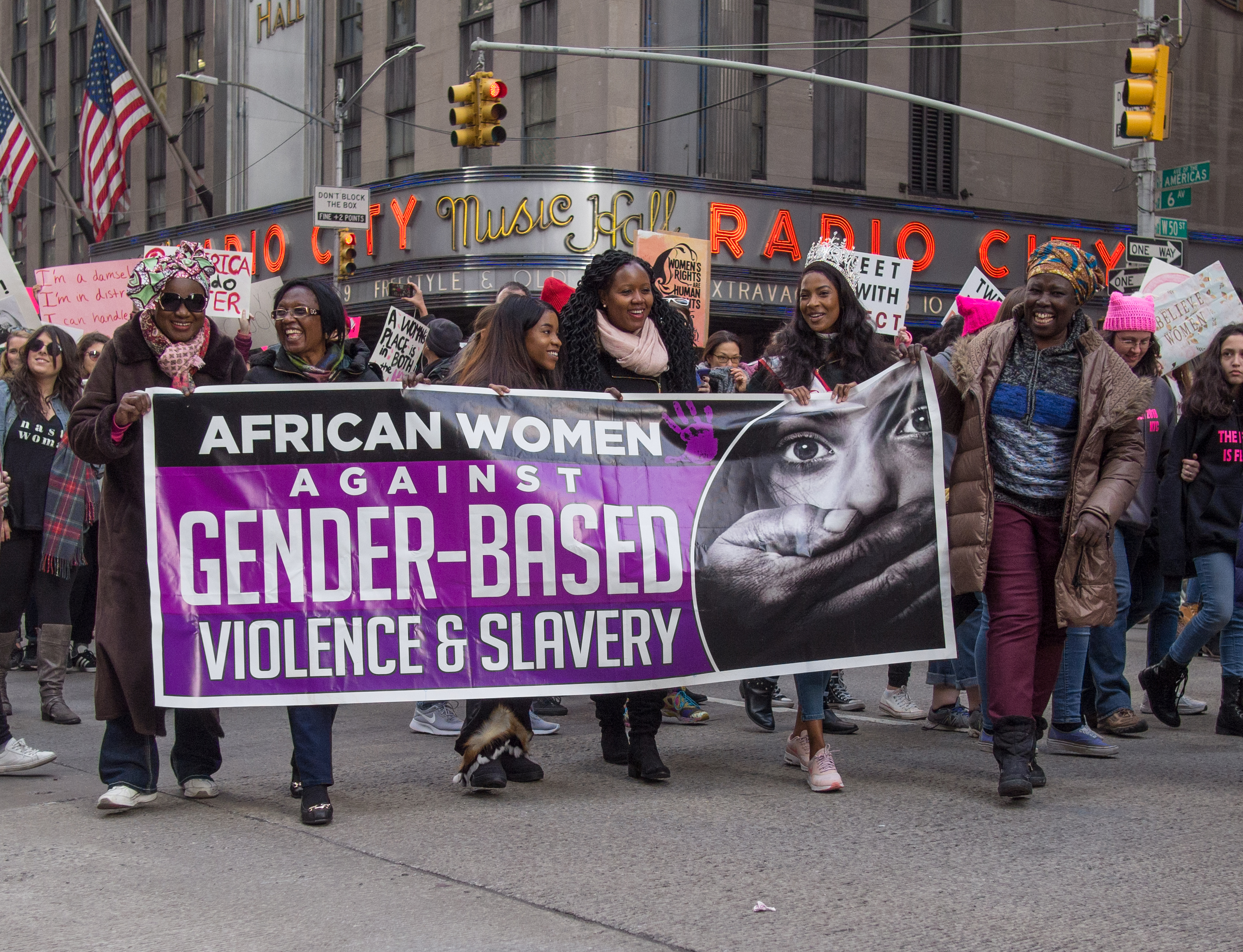
Marcha de mujeres en Nueva York (20 de enero de 2018). La pancarta dice: «Mujeres africanas contra la violencia y la esclavitud basada en el género».

Un movimiento social, en cuanto pretende ser una respuesta a lo que percibe como una agresión a unos intereses específicos, configura una identidad colectiva, «una determinada forma de definir, valorar y dar sentido a la realidad... y de querer transformarla». Y a partir de esta identidad colectiva se dota de una estructura de movilización eficaz que le permita pasar a la acción (contar con activistas experimentados, recursos materiales, acceso a los medios de comunicación, etc.). Sin embargo, para consolidarse necesita también un contexto político propicio (las condiciones para la acción colectiva no son las mismas bajo una dictadura que bajo una democracia).
A diferencia de los partidos, organizados verticalmente y con una estructura formal muy definida, en los movimientos sociales predomina la  horizontalidad (todos sus miembros participan en la toma de decisiones) y la plasticidad organizativa (de hecho para los movimientos sociales «la cuestión organizativa no solo es un medio sino un fin en sí mismo», han afirmado Ibarra, Letamendía y Ahedo).
En cuanto a los medios de acción los movimientos sociales recurren a los no convencionales (huelgas, manifestaciones, encierros, desobediencia civil,...; en alguna ocasión, acciones violentas) y no a la vía electoral (propia de los partidos políticos), siempre preocupados por la legitimidad de sus acciones, interesados en que la sociedad las comprenda, acepte y eventualmente los apoye, al margen de su mayor o menor legalidad. En este sentido los movimientos sociales «exigen que el sistema cambie sus reglas para atender a sus reivindicaciones», adoptando al menos inicialmente «rasgos alternativos antisistémicos», que se irán debilitando en fases posteriores, «convirtiéndose el movimiento en un grupo más convencional tanto desde la perspectiva organizativa como desde la cultural».
Por otro lado, Rafael de la Garza Talavera ha propuesto un enfoque multidimensional para explicar y entender los movimientos sociales.

## Relación con los medios de comunicación tradicionales y nuevos
Tradicionales
Los medios de comunicación de masas, tales como la televisión y los periódicos, han tendido a dar mayor importancia al punto de vista gubernamental al dar cobertura a conflictos en los que se ven involucrados movimientos sociales. Distintos factores pueden incidir en esta tendencia: la ideología de los periodistas, una estructura económica de los medios de comunicación dependiente de los gobiernos, la adopción en las organizaciones de medios de una teoría democrática que atribuye a los dichos de las autoridades el atributo de ser representantes legítimos de la ciudadanía, entre otros.
Nuevos
Grupos de movimientos sociales han utilizado Internet y plataformas de redes sociales para lograr objetivos organizacionales. Se ha argumentado que Internet contribuye a aumentar la velocidad, el alcance y la eficacia de la comunicación relacionada con el movimiento social, así como los esfuerzos de movilización, y como resultado, se ha sugerido que el Internet ha tenido un impacto positivo en los movimientos sociales en general.
Las tecnologías de la web 2.0 han cumplido un papel en una amplia gama de manifestaciones sociales recientes, tales como WikiLeaks, las protestas de Túnez (2010-2011), la revolución egipcia de 2011, el movimiento Occupy Wall Street (2011), el movimiento de indignados en España (2011), el movimiento anti-austeridad en Grecia (2010-2012) , las protestas en Brasil en 2013, en casos más recientes como el 2019 con las diferentes protestas realizadas en Bolivia entre otros ejemplos.

## Concepciones teóricas
Se han desarrollado varias teorías relacionadas con los movimientos sociales. Algunos de los enfoques más conocidos son los siguientes:
- comportamiento colectivo
- teoría de la privación
- teoría de la sociedad de masas
- teoría de la tensión estructural
- teoría de movilización de recursos
- teoría del proceso político
- perspectiva de encuadre
- nuevos movimientos sociales

## Clasificaciones
Los cientistas sociales distinguen entre varios tipos de movimientos sociales:
Alcance:
- reformista: movimientos que abogan por cambiar algunas normas o leyes. Ejemplos de tal movimiento incluirían un sindicato con el objetivo de aumentar los derechos de los trabajadores, un movimiento ecologista que defienda un conjunto de leyes ecológicas, o un movimiento que apoye la introducción de la pena capital o el derecho al aborto. Algunos movimientos de reforma pueden aspirar a un cambio en las normas de costumbre y morales, como la condena de la pornografía o la proliferación de alguna religión.
- radical: movimientos dedicados a cambiar los sistemas de valores de una manera fundamental. Los ejemplos incluirían el movimiento de Solidaridad polaca (Solidarność), que exigía la transformación de un sistema político y económico estalinista en una democracia; o el movimiento sudafricano de moradores de cabañas Abahlali baseMjondolo, que exige la inclusión total de los habitantes de las chozas en la vida de las ciudades.[21]

Tipo de cambio:
- innovador: movimientos que quieren introducir o cambiar normas particulares, valores, etc. El movimiento de singularitarianismo, que aboga por acciones deliberadas para lograr y garantizar la seguridad de la singularidad tecnológica es un ejemplo de movimiento de innovación.
- conservador: movimientos que quieren preservar las normas, valores, etc. existentes. Por ejemplo, el movimiento ludista antitecnología del siglo XIX o el movimiento moderno que se opone a la propagación de los alimentos modificados genéticamente podrían considerarse movimientos conservadores, en el sentido de que tienen como objetivo luchar contra cambios específicos.

Viejo o nuevo:
- antiguos: los movimientos para el cambio han existido durante muchos siglos. La mayoría de los movimientos más antiguos reconocidos, que datan de fines del siglo XVIII y XIX, lucharon por grupos sociales específicos, como la clase trabajadora, los campesinos, los blancos, los aristócratas, los protestantes y los hombres. Por lo general, se centraban en algunos objetivos materialistas, como mejorar el nivel de vida o, por ejemplo, la autonomía política de la clase trabajadora.
- nuevos: movimientos que se volvieron dominantes a partir de la segunda mitad del siglo XX. Ejemplos notables incluyen el feminismo de la segunda ola, el movimiento por los derechos de los homosexuales, el ecologismo y los esfuerzos de conservación, la oposición a la vigilancia masiva, etc. Generalmente se centran en cuestiones que van más allá pero no están separadas de la clase.[22]

Extensión:
- globales: movimientos sociales con objetivos y metas globales (transnacionales). Movimientos como la primera internacional (donde se encontraron Marx y Bakunin), la segunda, tercer y cuarta internacionales, el Foro Social Mundial, la Acción Global de los Pueblos y el movimiento anarquista buscan cambiar la sociedad a nivel global.
- locales: la mayoría de los movimientos sociales tienen un alcance local. Están enfocados en objetivos locales o regionales, como proteger un área natural específica, cabildear para bajar los peajes en una autopista determinada o preservar un edificio a punto de ser demolido para su gentrificación y convertirlo en un centro social.

## Ejemplos de movimiento social
- Sindicalismo: Reivindica los derechos de los trabajadores y controla sus manifestaciones.
- Ecologismo: Propone una sociedad respetuosa con el medio ambiente.
- Antiespecismo: Defiende la igualdad social, jurídica y moral entre seres humanos y animales. Estrechamente relacionado con el veganismo.
- Pacifismo: Rechaza las guerras y cualquier tipo de violencia con fines políticos.
- Feminismo: Persigue la equiparación social entre hombres y mujeres.
- Antirracismo: Rechaza cualquier discriminación entre seres humanos por motivo de raza o etnia.
- Anticomunismo: Rechaza el control estatal y defiende la libertad individual.
- Antifascismo: Oposición a las ideologías fascistas.
- Movimiento LGBT: Defiende la no discriminación y reivindicación de derechos de cualquier persona que sea parte del colectivo LGBT
- Movimiento anticonsumismo: Oposición al consumo exagerado y artificial producido por el mercado.
- Movimiento antiglobalización: Denuncia las desigualdades provocadas por la llamada globalización.
- Laicismo: Propone un estado sin religión dominante, o sea Laico
- Teología de la liberación: movimiento católico en favor de los más pobres.